# 西みずほ台
西みずほ台（にしみずほだい）は、埼玉県富士見市の町名。現行行政地名は西みずほ台一丁目から三丁目。郵便番号は354-0018。

## 地理
富士見市の南部の武蔵野台地上に位置する。東武東上線みずほ台駅西口の区画整理されたエリアで、街区道路が整備されている。主に宅地として利用されている。

### 地価
住宅地の地価は、2017年（平成29年）1月1日の公示地価によれば、西みずほ台1丁目24番8 の地点で25万2000円/m2となっている。

## 歴史

### 沿革
- 1978年（昭和53年）10月1日 - 大字水子の一部から西みずほ台一丁目 - 三丁目が成立[5]。

## 世帯数と人口
2017年（平成29年）9月30日現在の世帯数と人口は以下の通りである。
| 丁目             | 世帯数    | 人口    |
| ---------------- | --------- | ------- |
| 西みずほ台一丁目 | 1,313世帯 | 2,370人 |
| 西みずほ台二丁目 | 695世帯   | 1,241人 |
| 西みずほ台三丁目 | 605世帯   | 1,244人 |
| 計               | 2,613世帯 | 4,855人 |

## 小・中学校の学区
市立小・中学校に通う場合、学区は以下の通りとなる。
| 丁目             | 番地 | 小学校                 | 中学校             |
| ---------------- | ---- | ---------------------- | ------------------ |
| 西みずほ台一丁目 | 全域 | 富士見市立関沢小学校   | 富士見市立西中学校 |
| 西みずほ台二丁目 | 全域 | 富士見市立針ケ谷小学校 | 富士見市立西中学校 |
| 西みずほ台三丁目 | 全域 | 富士見市立関沢小学校   | 富士見市立西中学校 |

## 施設
1丁目
- 富士見市役所みずほ台出張所
- 関沢公園
- 松の木公園
- 武蔵野銀行
- JAいるま野みずほ台支店
- 関沢児童館

2丁目
- 西原公園
- みずほ台病院

3丁目
- みずほ台団地
- 唐沢公園
- 富士見市立西中学校